# ハイダル・アル＝アバーディ
ハイダル・アル＝アバーディ（حيدر العبادي, 転写：Haydar(Haidar) al-ʿAbādī, 原語発音：ハイダル・アル＝アバーディー、英字表記例：Haider Al-Abadi、1952年4月25日 - ）は、イラクの政治家。2014年から2018年まで同国の首相を務めた。イスラーム・ダアワ党副書記長として、政党連合・勝利連合を率いる。宗教はイスラム教シーア派。
日本の報道では大半が「（ハイダル・）アバディ首相」と表記・発音しており、外務省では「アバーディー首相」と表記されている。また、専門家や一部メディアは、定冠詞のアルを略し「ハイダル・アバーディ」と表記している。

## 来歴
イラク、バグダード出身。1975年にバグダード工科大学で電気工学を学んだ後、1981年にイギリスマンチェスター大学にて電気工学博士号を取得した。
1967年にダアワ党に入党した。反政府活動に参加していた兄弟のうち2人がサッダーム・フセイン政権下で処刑された。その後、2003年の米国主導のイラク侵攻まで、エンジニアリング業界のコンサルタントとして英国で働く一方、亡命イラク人達によるダアワ党指導者を務めた。フセイン政権崩壊後は2003年から2004年まで通信大臣を務め、戦争によって破壊された電話システムを再構築し、初の携帯やインターネット契約をもたらした。
2013年には財務委員会の議長を務めた。
2014年8月11日、過激派組織ISILの勢力が拡大する中、新たに選出されたフアード・マアスーム大統領により次期首相に指名された。
その後、9月8日に内閣を発足させた。3人の副大統領ポストには、互いに政治的ライバル関係にあるヌーリー・マーリキー前首相とイヤード・アッラーウィー元首相、ヌジャイフィ元国民議会議長を並べ、「挙国一致体制」を演出した。
2018年5月12日に執行された議会選挙でアバーディ率いる政党連合・勝利連合は329議席中42議席と議会内第3勢力にとどまった。同年9月にバスラで発生した暴動事件を受け、議会第1勢力のサイルーンと第2勢力のファタハ同盟はそろってアバーディに辞任を要求。10月にバルハム・サリフが新大統領に選出され、アバーディは10月25日に首相を退任した。
首相在任中の2018年4月4日から5日まで訪日している。